# 730年代
730年代（ななひゃくさんじゅうねんだい）は、西暦（ユリウス暦）730年から739年までの10年間を指す十年紀。

## できごと

### 732年
- トゥール・ポワティエ間の戦いで、カール・マルテル率いるフランク王国軍がウマイヤ朝軍を破る。これによって、718年の東ローマ帝国の勝利に続いてイスラム帝国の進撃を止めることに成功。

### 737年
- 日本で天然痘が大流行して藤原四兄弟・舎人親王ら政府高官のほとんどが死亡する惨事となった。

### 739年
- 西突厥滅亡。